# An-Nasr

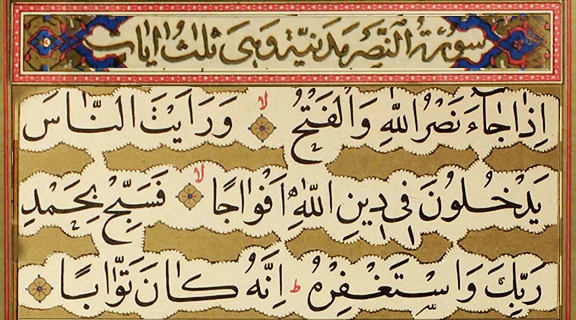
Sure an-Nasr, Ausstellung im Golestanpalast

An-Nasr (arabisch النصر, DMG an-Naṣr ‚Die Hilfe‘; ‚Die Unterstützung‘) ist die 110. Sure des Korans. Sie wurde als eine der letzten Suren offenbart, nach allgemeinem Konsens in Medina. Nöldeke hingegen merkt an, dass sie "öfter" zu den mekkanischen Suren gerechnet wird. Sie trägt auch den Namen at-Taudiʿ (التوديع / at-Taudīʿ / ‚die Verabschiedung‘), da sie nach einigen Koranexegeten den baldigen Tod Mohammeds ankündige. Die Sure umfasst drei Verse. Ihre Rezitation wird nach den Traditionen Mohammeds mit derer eines Viertels des Korans gleichgesetzt.
Zeit und Ort der Offenbarung werden nach ʿAbdallāh ibn ʿUmar mit den Tagen des Islamischen Opferfestes (ayyāmu ʾt-tašrīq) nach der Abschiedswallfahrt Ende Januar 632 angegeben, noch vor der berühmten Rede Mohammeds.

## Übersetzung
1. Wenn (über kurz oder lang) die Hilfe Allahs kommt und der (von ihm verheißene) Sieg (fath) (sich einstellt),
Iḏā ǧāʾ naṣru ʾllāhi wal-fatḥ
2. und (wenn) du siehst, dass die Menschen in Scharen der Religion Allahs beitreten,
Wa raʾaita ʾn-nāsa yadḫulūna f īdīni ʾllāhi afwāǧā
3. dann lobpreise deinen Herrn und bitte ihn um Vergebung! Er ist wahrlich Der, Der die Reue annimmt (tauwaab).
fasabbiḥ bi-ḥamdi rabbika wa-staġfirhu innahu kāna tauwābā.

## Interpretation
Vers 1: Die Sure richtet sich an Mohammed. "Wenn [...] kommt" ist hier als "Es ist [...] gekommen" zu verstehen. Es ergibt sich folgender Sinn: "Wenn die Hilfe Gottes für Dich gegen Dein Volk der Koreischiten kommt, [...]." Der "Sieg" wird in der Koranexegese unterschiedlich identifiziert: al-Hasan al-Basri gibt die Eroberung Mekkas im Januar 630 (8 n.H.) an (was die vorherrschende Meinung unter den Koranexegeten ist), Ibn Abbas und Sa'id ibn Dschubair die Eroberung der Städte und Schlösser und wiederum andere das gesamte Wissen, das die Muslime erhalten haben.
Vers 2: Mit den "Menschen" sind die Bewohner Arabiens gemeint, seien dies Araber, oder nicht. Nach der Eroberung Mekkas sind so viele Menschen in den Islam eingetreten, dass in allen arabischen Stämmen der Arabischen Halbinsel die Mehrheit Muslime waren. "In Scharen" bedeutet hier "gruppenweise" und ist synonym zu zumaran (Sure 39:71). Nach Meinung von ʿIkrima und des Exegeten Muqatal ibn Sulaiman sind mit den Menschen die Jemeniten gemeint, von denen 700 Muslime wurden, was Mohammed sehr erfreut und al-ʿAbbas und Umar ibn al-Chattab zum Weinen gebracht habe.
Vers 3: Der Lobpreis wird als die Verehrung Gottes verstanden aufgrund dessen, was er seinem Propheten gegeben hat. Das Bitten um Vergebung kann unter drei verschiedenen Gesichtspunkten verstanden werden:
1. als Bitte um Vergebung für die muslimische Gemeinschaft
2. als allgemeine Anbetung, nicht als Vergebung-Suchen im wörtlichen Sinne
3. als Vorbild für die Muslime, nicht um Vergebung für eigene Sünden zu suchen, denn wie die anderen Propheten wird auch Mohammed traditionell im Islam als sündenlos angesehen

Das Resultat dieser beiden Anbetungen wird am Ende des Verses genannt: Gott nimmt die Reue derjenigen an, die ihn lobpreisen und ihn um Vergebung bitten.
Die Anweisungen, die diese Sure enthält, sollen auch vom Propheten ausgeführt worden sein. So heißt es in einem Hadith nach seiner Frau Aischa: "Ich sagte: »Oh Gesandter Gottes, ich sehe Dich oft sagen ‘Gepriesen sei Gott und ihm gebührt alles Lob, ich bitte Gott um Vergebung und wende mich Dir reuig zu.’ Da sagte er: ‘Mein Gott teilte mir mit, dass in meiner Gemeinschaft ein Zeichen erscheinen wird, bei dem, wenn ich es sähe, sagen solle: ›Gepriesen sei Gott und ihm gebührt alles Lob, ich bitte Gott um Vergebung und wende mich Dir reuig zu.‹ Nun habe ich es gesehen: Wenn (über kurz oder lang) die Hilfe Allahs kommt und der (von ihm verheißene) Sieg (fath) (sich einstellt), die Eroberung Mekkas, und (wenn) du siehst, dass die Menschen in Scharen der Religion Allahs beitreten, dann lobpreise deinen Herrn und bitte ihn um Vergebung! Er ist wahrlich Der, Der die Reue annimmt (tauwaab).’«
Der Exeget ar-Razi interpretiert in seinem Tafsir Mafātīḥ ʿl-ǧaib die Sure als Zirkelschluss zu den frühen Offenbarungen, etwa 93:5 "Dein Herr wird dir (dereinst so reichlich) geben, dass du zufrieden sein wirst." So versprach Gott Mohammed am Anfang der Gesandtschaft Unterstützung und nimmt am Ende der Offenbarung wieder Bezug darauf.